# Cadena pesada de antígeno de superficie celular 4F2

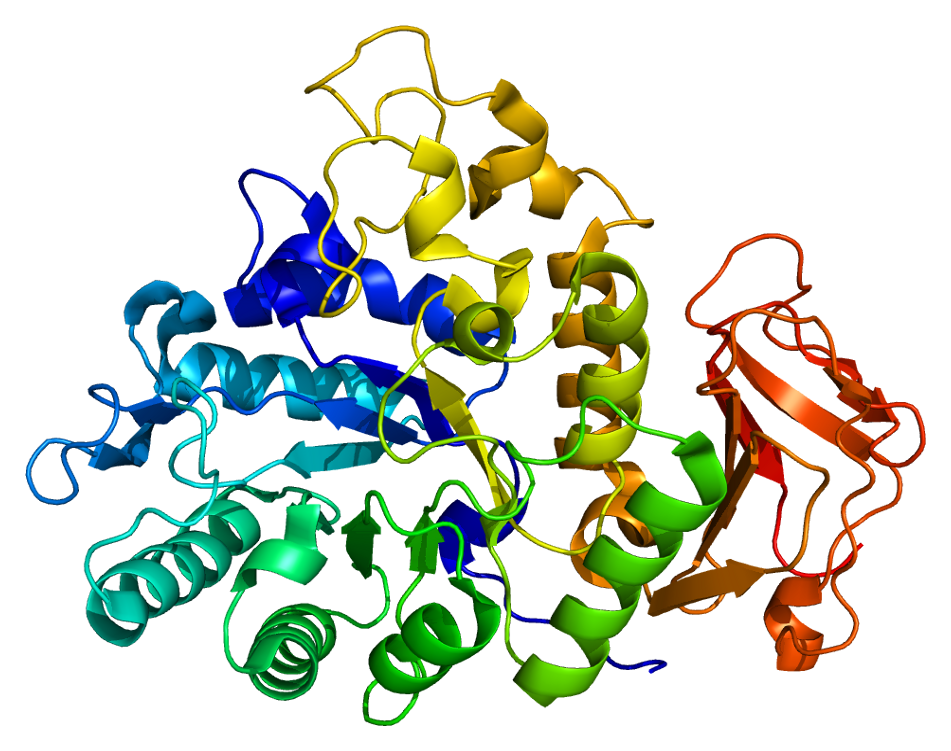
Representación de la proteína.

La cadena pesada del antígeno de superficie celular 4F2 es una proteína que en los humanos está codificada por el gen SLC3A2 (solute carrier family 3 member 2).
SLC3A2 comprende la subunidad pesada del aminoácido neutro grande transporter (LAT1) aquello es también sabido tan CD98 (grupo de diferenciación 98).

## Función
SLC3A2 es un miembro de la familia de portadores de soluto y codifica una proteína transmembrana de la superficie celular con un dominio de alfa-amilasa. La proteína existe como la cadena pesada de un heterodímero, unida covalentemente a través de enlaces disulfuro a una de varias cadenas ligeras posibles. Se asocia con las integrinas y media la señalización dependiente de integrinas relacionada con el crecimiento celular normal y la tumorigénesis. Se han caracterizado variantes de empalme transcripcional alternativas, que codifican diferentes isoformas.
LAT1 es un heterodímero de proteína de transporte de membrana que transporta preferentemente aminoácidos neutros ramificados ( valina, leucina, isoleucina) y aromáticos (triptófano, tirosina) aminoácidos. LAT se expresa altamente en los capilares cerebrales (que forman la barrera hematoencefálica ) en relación con otros tejidos.
Un transportador LAT1 funcional está compuesto por dos proteínas codificadas por dos genes distintos:
- La proteína 4F2hc/CD98 subunidad pesada codificada por el gen SLC3A2 (este gen).[7]
- La proteína CD98 subunidad ligera codificada por el gen SLC7A5.[8]

## Interacciones
Se ha demostrado que SLC3A2 interactúa con SLC7A7.
Además, SLC3A2 es un miembro contitutivo del sistema anti-portador de cistina/glutamato, que forma un complejo con SLC7A11.